# マディソン・ナイズリー
マディソン・ナイズリー（Madison Knisely 、2003年9月9日 - ）は、アメリカ合衆国ペンシルバニア州ピッツバーグ出身のプロレスラー。現在は、NXTにてティア・ヘイル (Thea Hail)というリングネームで活動。

## 来歴

### AEW
ナイズリーは、AEWでニッキータ・ナイトというリングネームでデビュー。デビュー戦では、サンダー・ローザと対戦し、敗北。11月30日、ジュリア・ハートと対決したが、敗北。

### WWE
2022年3月17日、ナイスリーがWWEと契約を結んだことが発表された。4月8日にデビューし、リングネームをティア・ヘイルと改名し、アイビー・ナイルと対戦したが、敗北。5月31日、アンドレ・チェイスとボディ・ヘイワードのタッグチーム、チェイス・ユニバーシティーのチームとして、加入した。11月1日、デューク・ハドソンがチームに加わった。その後、ザ・スキズムとライバル関係となった。
2025年4月、空位となっていたNXT女子北米王座をかけたラダー戦が行われたが、ヘイルは王座獲得を逃した。

## 入場曲
- Accomplished 現在使用中
- Ivy League Traditions